# Harry Potter (computerspelserie)
De Harry Potter-serie van computerspellen zijn actie-avonturenspellen met puzzelelementen ontwikkeld door meerdere studio's. De reeks is gepubliceerd door Electronic Arts en Warner Bros. voor meerdere platforms.

## Spellen
De hoofdserie bestaat uit acht spellen, die gelijktijdig als computerspel zijn ontwikkeld van de gelijknamige film in de Harry Potter-reeks. Het eerste spel in de serie werd door vijf verschillende spelstudio's voor vijf verschillende platforms ontwikkeld. Vanaf Harry Potter en de Vuurbeker zijn alle spellen ontwikkeld door Electronic Arts.
In de spellen draait de gameplay om het oplossen van puzzels, maar er zijn ook onderdelen met meer actie. Het verhaal in de spellen volgen de gebeurtenissen zoals die zich afspelen in de boeken.

## Spellen in de reeks

### Hoofdserie
| Jaar | Titel                                            | Platform                                             |
| ---- | ------------------------------------------------ | ---------------------------------------------------- |
| 2001 | Harry Potter en de Steen der Wijzen              | GBA, GBC, Windows, PS, OS X, GameCube, PS2, Xbox     |
| 2002 | Harry Potter en de Geheime Kamer                 | GBA, GBC, Windows, PS, OS X, GameCube, PS2, Xbox     |
| 2004 | Harry Potter en de Gevangene van Azkaban         | GBA, Windows, GameCube, PS2, Xbox                    |
| 2005 | Harry Potter en de Vuurbeker                     | GBA, GameCube, Windows, DS, PS2, Xbox, PSP           |
| 2007 | Harry Potter en de Orde van de Feniks            | GBA, Windows, OS X, DS, PS2, PS3, PSP, Wii, Xbox 360 |
| 2009 | Harry Potter en de Halfbloed Prins               | Windows, DS, PS2, PS3, PSP, Wii, Xbox 360, OS X      |
| 2010 | Harry Potter en de Relieken van de Dood - deel 1 | Windows, DS, PS3, Xbox 360, Wii                      |
| 2011 | Harry Potter en de Relieken van de Dood - deel 2 | Windows, DS, PS3, Xbox 360, Wii                      |

### Zijserie/spin-offs
Naast de games die gebaseerd zijn op de films, werden ook nog spin off videospellen ontwikkeld. In 2017 richtte Warner Bros. Games zelf een label op om games gerelateerd aan de Wizarding World te publiceren.
- Lego Creator: Harry Potter (2001)
- Lego Creator: Harry Potter en de Geheime Kamer (2002)
- Harry Potter: WK Zwerkbal (2003)
- Harry Potter: Find Scabbers
- LEGO Harry Potter: Jaren 1-4 (2010)
- LEGO Harry Potter: Jaren 5-7 (2011)
- Harry Potter for Kinect (2012)
- Book of Spells (2012)
- Book of Potions (2013)
- Lego Dimensions uitbereidingen
  - Fantastic Beasts and Where To Find Them Story Pack (2016)
  - Harry Potter Team Pack (2016)
  - Tina Fun Pack (2016)
  - Hermoine Granger Fun Pack (2017)
- Fantastic Beasts and Where to Find Them VR experience (2016)
- Fantastic Beasts: Cases From the Wizarding World (2016)
- Harry Potter: Hogwarts Mystery (2018)
- Harry Potter: Wizards Unite (2019)
- Harry Potter: Puzzles & Spells (2020)
- Harry Potter: Magic Awakened (2021)
- Hogwarts Legacy (2022)

## Ontvangst
De serie werd gemengd ontvangen in recensies. Het spel met de hoogste beoordeling is Harry Potter en de Geheime Kamer dat op aggregatiewebsite Metacritic scores heeft van 71% tot 77%.
In recensies prijst men vooral de representatie van het oorspronkelijke verhaal. De meeste kritiek werd gegeven op het spel Harry Potter en de Relieken van de Dood - deel 1.